# Посольство США в Нигере
Посольство Соединённых Штатов Америки в Нигере (англ. Embassy of the United States in Niger, фр. Ambassade des États-Unis au République Niger) — дипломатическая миссия Соединённых Штатов Америки в Республике Нигер. Посольство находится в столице государства, городе Ниамее.

## История
Соединённые Штаты установили дипломатические отношения с Нигером 3 августа 1960 года, после обретения им независимости от Франции. В этот же день генеральный консул в Кот-д’Ивуаре Дональд Норланд был назначен временным поверенным в делах США в новых независимых государствах — Нигере и Республике Верхняя Вольта. Американское посольство в Ниамее было открыто 3 февраля 1961 года во главе с Джозефом Шутцем в качестве временного поверенного в делах США. В это же время на должность первого посла США в Нигере был утверждён Роберт Борден Римс.
В августе 2023 года, на фоне военного переворота в Нигере и последовавшего за ним кризиса Государственный департамент США объявил о сокращении штата посольства в Ниамее и перехода работы дипмиссии в ограниченный режим.
Посольство США в Ниамее включает в себя: консульский отдел, отдел по связям с общественностью, американский культурный центр, пресс-службу. Программа Корпуса мира США в Нигере, которая началась в 1962 году, в настоящее время насчитывает около 130 добровольцев. Несмотря на отсутствие в Нигере миссии Агентства США по международному развитию, ежегодная официальная помощь в размере 30 млн. долларов США распределяется через американские и местные неправительственные организации.